# Nedre Koskilamm
Nedre Koskilamm är en sjö i Orsa kommun i Dalarna och ingår i Dalälvens huvudavrinningsområde. Sjön har en area på 0,0668 kvadratkilometer och ligger 312,5 meter över havet. Sjön avvattnas av vattendraget Koskilammsbäcken.

## Delavrinningsområde
Nedre Koskilamm ingår i det delavrinningsområde (681360-145302) som SMHI kallar för Mynnar i Finnsjön. Medelhöjden är 344 meter över havet och ytan är 16,08 kvadratkilometer. Det finns inga avrinningsområden uppströms utan avrinningsområdet är högsta punkten. Koskilammsbäcken som avvattnar avrinningsområdet har biflödesordning 4, vilket innebär att vattnet flödar genom totalt 4 vattendrag innan det når havet efter 405 kilometer. Avrinningsområdet består mestadels av skog (93 procent). Avrinningsområdet har 0,07 kvadratkilometer vattenytor vilket ger det en sjöprocent på 0,4 procent.